# Fit for an Autopsy
Fit for an Autopsy es una banda estadounidense de Nueva Jersey, formada en 2008.
La banda consiste en los guitarristas Will Putney, Pat Sheridan y Tim Howley, el baterista Josean Orta, el bajista Peter "Blue" Spinazola  y el vocalista Joe Badolato. Fit for an Autopsy ha firmado recientemente con Nuclear Blast Records y han lanzado el cuarto álbum de estudio, titulado The Great Collapse.

## Historia
La banda lanzó su primer demo en 2008, seguido un año después por el primer EP del grupo, Hell on Earth . En 2011, Fit for an Autopsy lanzó su álbum de estudio debut, The Process of Human Extermination . 
En septiembre de 2013, la banda lanzó su segundo álbum de estudio, Hellbound . Menos de un año después, en abril de 2014, la banda anunció que el vocalista Nate Johnson dejaría la banda. Greg Wilburn de Devastated fue nombrado inmediatamente como reemplazo temporal de Johnson. 
A principios de 2015, la banda anunció la salida de Greg Wilburn y la incorporación de su nuevo vocalista, Joe Badolato. Junto con esto, anunciaron que estaban en el proceso de escritura de un nuevo álbum. Este tercer álbum de estudio, llamado Absolute Hope Absolute Hell , fue lanzado el 2 de octubre de 2015. 
En julio de 2016, la banda anunció un EP dividido, llamado The Depression Sessions , con las bandas de deathcore Thy Art Is Murder y The Acacia Strain . El EP fue lanzado el 12 de agosto de 2016. 
La banda lanzó una nueva canción, "Heads Will Hang", de su cuarto álbum de estudio The Great Collapse el 31 de enero de 2017. El álbum fue lanzado el 17 de marzo de 2017. El 8 de mayo de 2018, Fit For An Autopsy anunciaron que firmaron con Nuclear Blast Records.
El 25 de octubre de 2019, la banda lanzó su quinto álbum de estudio The Sea of Tragic Beasts a través de Nuclear Blast. 
El 6 de abril de 2020, la banda lanzó un sencillo independiente "Fear Tomorrow" a través de Nuclear Blast. 
El 22 de septiembre de 2021, la banda anunció su nuevo sexto álbum de estudio Oh What the Future Holds . Dos días después, lanzaron el primer sencillo del álbum, "Far from Heaven". Loudwire eligió la canción como la 35.ª mejor canción de metal de 2021. El álbum se lanzó el 14 de enero de 2022. Loudwire señaló a Oh What the Future Holds como una de las mejores canciones de Rock + Álbumes de metal de 2022 .
El 6 de junio de 2022, la banda anunció su invitación para hacer una gira con Lamb of God y Killswitch Engage como parte de Omens Tour. 

## Estilo musical e influencias
La banda ha sido clasificada como deathcore, un híbrido de death metal y metalcore. En su playlist oficial de Spotify llamada "FFAT: Influences" la banda menciona de sus influencias death metal mencionan a Morbid Angel, At the Gates, Arch Enemy, In Flames, Decapitated, Meshuggah, Gojira y Lamb Of God y dentro del hardcore 100 Demons, 7 Angels 7 Plagues, All Out War, Candiria, Turmoil, Snapcase, Shai Hulud, One King Down, Poison The Well, Cave In, Blood Had Been Shed, The Dillinger Scape Plan, Converge, The Red Chord y The Hope Conspiracy así como otras bandas de otros géneros: Black Sabbath, Machine Head, ISIS, Russian Circle y This Will Destroy You. 

## Miembros
Miembros actuales
- Will Putney – guitarra (2008–presente)
- Pat Sheridan – guitarra (2008–presente)
- Josean Orta – batería (2012–presente)
- Tim Howley – guitarra (2013–presente)
- Joe Badolato – voz (2015[2]–presente)
- Peter "Blue" Spinazola – bajo (2017–presente)

Miembros anteriores
- Charlie Busacca – bajo (2009–2012)
- Brian Mathis – batería (2008–2012)
- Seth Coleman – bajo (2008)
- Nate Johnson – voz (2008[3]–2014[4])
- Cade Armstrong – voz (2014)
- Greg Wilburn – voz (2014–2015)
- Shane Slade - bajo (2013 –2016)

Línea del tiempo

## Discografía
Álbumes de estudio
- 2011: The Process of Human Extermination (Black Market Activities)
- 2013: Hellbound (eOne Music)
- 2015: Absolute Hope Absolute Hell (eOne Music)
- 2017: The Great Collapse (eOne Music)
- 2019: The Sea of Tragic Beasts (Nuclear Blast Records)
- 2022: Oh What the Future Holds (Nuclear Blast Records)
- 2024: The Nothing That Is (Nuclear Blast Records)

EP
- 2009: Hell on Earth
- 2016: The Depression Sessions con Thy Art Is Murder y The Acacia Strain

Sencillos
- 2020: Fear Tomorrow (Nuclear Blast Records)

## Videografía
| Año  | Canción                        | Álbum                        |
| ---- | ------------------------------ | ---------------------------- |
| 2015 | "Absolute Hope, Absolute Hell" | Absolute Hope, Absolute Hell |
| 2016 | "Hollow Shell"                 | Absolute Hope, Absolute Hell |
| 2016 | "Flatlining"                   | The Depression Sessions      |
| 2017 | "Black Mammoth"                | The Great Collapse           |
| 2017 | "Heads Will Hang"              | The Great Collapse           |
| 2017 | "Rain City Sessions"           | The Great Collapse           |